# Villemurlin
Villemurlin és un municipi francès, situat al departament del Loiret i a la regió de Centre – Vall del Loira. L'any 2007 tenia 539 habitants.

## Demografia

### Població
El 2007 la població de fet de Villemurlin era de 539 persones. Hi havia 220 famílies, de les quals 52 eren unipersonals (20 homes vivint sols i 32 dones vivint soles), 84 parelles sense fills, 68 parelles amb fills i 16 famílies monoparentals amb fills.
La població ha evolucionat segons el següent gràfic:
Habitants censats

### Habitatges
El 2007 hi havia 284 habitatges, 221 eren l'habitatge principal de la família, 35 eren segones residències i 28 estaven desocupats. 279 eren cases i 5 eren apartaments. Dels 221 habitatges principals, 128 estaven ocupats pels seus propietaris, 84 estaven llogats i ocupats pels llogaters i 8 estaven cedits a títol gratuït; 14 tenien dues cambres, 40 en tenien tres, 59 en tenien quatre i 107 en tenien cinc o més. 150 habitatges disposaven pel capbaix d'una plaça de pàrquing. A 101 habitatges hi havia un automòbil i a 96 n'hi havia dos o més.

### Piràmide de població
La piràmide de població per edats i sexe el 2009 era:
| Homes | Edats   | Dones |
| ----- | ------- | ----- |
| 0     | 95 o +  | 0     |
| 0     | 90 a 94 | 4     |
| 4     | 85 a 89 | 4     |
| 0     | 80 a 84 | 0     |
| 20    | 75 a 79 | 12    |
| 12    | 70 a 74 | 16    |
| 12    | 65 a 69 | 20    |
| 16    | 60 a 64 | 8     |
| 24    | 55 a 59 | 4     |
| 4     | 50 a 54 | 24    |
| 24    | 45 a 49 | 12    |
| 24    | 40 a 44 | 32    |
| 8     | 35 a 39 | 16    |
| 20    | 30 a 34 | 8     |
| 28    | 25 a 29 | 20    |
| 16    | 20 a 24 | 16    |
| 20    | 15 a 19 | 28    |
| 12    | 10 a 14 | 28    |
| 20    | 5 a 9   | 12    |
| 8     | 0 a 4   | 20    |

## Economia
El 2007 la població en edat de treballar era de 323 persones, 252 eren actives i 71 eren inactives. De les 252 persones actives 223 estaven ocupades (127 homes i 96 dones) i 29 estaven aturades (9 homes i 20 dones). De les 71 persones inactives 23 estaven jubilades, 18 estaven estudiant i 30 estaven classificades com a «altres inactius».

### Ingressos
El 2009 a Villemurlin hi havia 236 unitats fiscals que integraven 600,5 persones, la mediana anual d'ingressos fiscals per persona era de 15.971 €.

### Activitats econòmiques
Dels 22 establiments que hi havia el 2007, 1 era d'una empresa alimentària, 1 d'una empresa de fabricació d'altres productes industrials, 5 d'empreses de construcció, 3 d'empreses de comerç i reparació d'automòbils, 2 d'empreses de transport, 1 d'una empresa d'hostatgeria i restauració, 1 d'una empresa d'informació i comunicació, 2 d'empreses immobiliàries, 3 d'empreses de serveis, 1 d'una entitat de l'administració pública i 2 d'empreses classificades com a «altres activitats de serveis».
Dels 7 establiments de servei als particulars que hi havia el 2009, 1 era un taller de reparació d'automòbils i de material agrícola, 2 paletes, 2 lampisteries, 1 electricista i 1 perruqueria.
L'únic establiment comercial que hi havia el 2009 era una botiga de menys de 120 m².
L'any 2000 a Villemurlin hi havia 24 explotacions agrícoles que ocupaven un total de 1.568 hectàrees.

## Equipaments sanitaris i escolars
El 2009 hi havia una escola elemental integrada dins d'un grup escolar amb les comunes properes formant una escola dispersa.

## Poblacions més properes
El següent diagrama mostra les poblacions més properes.